# コール オブ デューティ 3
『コール オブ デューティ 3』（英語: Call of Duty 3, 略称：CoD3）は、第二次世界大戦を主題としたファーストパーソン・シューティングゲーム。コール オブ デューティシリーズ本編の3作目。販売元は前作までと同じアクティビジョンであるが、開発元がInfinity WardからTreyarchとなった。
既に海外版、日本語版共にXbox 360版ではXbox Liveのマーケットプレースにて追加マップなどの追加データが配信されている。日本はPS3とXbox 360とのリリースを参照することができた。日本未発売だが、PS2版とXbox版もある。北米におけるPlayStation 3のローンチタイトルである。

## 内容
プレイヤーは、アメリカの第90歩兵師団、イギリスのSAS、カナダの高地連隊兵、ポーランドの第1機甲師団、フランスのレジスタンス達の中の一人として仲間達と共にドイツ軍と戦う。今作のみ、スパイク・チュンソフトが翻訳を担当した。

## サウンド
『CoDシリーズ』の音楽は全編フル・オーケストラによる迫力のあるサウンドが特徴で、本作もその例外ではない。本作『CoD3』ではジョエル・ゴールドスミスが作曲を担当し、楽曲の収録はスロバキアの首都ブラチスラヴァで行われた。ロケの様子それらはサウンドトラックとしてリリースされているが、他シリーズの類に漏れず日本では発売されていない。国外ではウォルマートで入手できる。しかしながら、ジョエル・ゴールドスミスの公式サイトでは前20曲中Main Title（メイン・タイトル）とNight Drop（夜間降下）、そして、Over the Wall（壁を越えろ！）とThe Island（島）計4曲が視聴できる。視聴ページ
また、ゲーム内の銃器の作動音や発砲音、さらには対空砲の発射音や戦車の走行音まで、当時の現物が用意され実包にて録音・サンプリングされた。

## シングルプレイ
ステージは有名な戦場が登場。プレイヤーはアメリカ軍、イギリス軍、カナダ軍、ポーランド軍の一兵となってD-デイからパリ解放までの激戦を戦い抜く。

### ステージ一覧
サンロー - 第二次大戦中 最も凄惨を極める戦闘（Saint lo）
1944年7月19日1800時 フランス サンロー
アメリカ軍
陸の孤島（The Island）
1944年7月26日1100時 フランス サン・ジェルマン・シュール・セーヴ
アメリカ軍
夜間降下（Night drop）
1944年7月22日0400時 フランス トゥーシー近辺
イギリス軍
マイエンヌ橋 - ル・ソヴール・ドゥ・マイエンヌ（Mayenne bridge）
1944年8月5日2030時 フランス マイエンヌ
アメリカ軍
ファレーズ道 - トータライズ作戦（Falaise road）
1944年8月1日2350時 フランス ファレーズ道
カナダ軍
燃料プラント（Fuel plant）
1944年8月9日0700時 フランス オータン
イギリス軍
ブラックバロン（The black Baron）
1944年8月8日1230時 フランス サンテニャン・クラメニル
ポーランド軍
森林地帯（The Forest）
1944年8月11日1600時 フランス エクーヴの森
アメリカ軍
レゾン川（Laison river）
1944年8月14日1800時 フランス ファレーズ近辺
カナダ軍
十字路（The crossroads）
1944年8月18日1100時
フランス サン・レオナルド ル・ブール
アメリカ軍
捕虜（Hostage）
1944年8月20日1600時 フランス レゾルム
イギリス軍
死への回廊（The corridor of death）
1944年8月20日1400時 フランス サン・ランベール・シュル・ディヴ
カナダ軍
メイス（The mace）
1944年8月20日0500時 フランス モントルメル
ポーランド軍
シャンボワ - 完全包囲（Chambois）
1944年8月20日1300時 フランス シャンボワ
アメリカ軍

### 主要登場人物

#### アメリカ軍
ニコルス
アメリカ軍側のプレイヤーキャラ。アメリカ陸軍第29歩兵師団所属。
フランク・マッカリン
陸軍第29歩兵師団所属。シカゴ出身、37歳。階級は軍曹。抱いていた希望を全て捨てて軍に入隊した職業軍人。
「戦争から足を洗う手段は死ぬことである」と常に考えている。かつては工作兵として活躍していた。
マイエンヌ橋で負傷したハクスレーの代わりに爆弾解除に向かうが、砲撃を受けて致命傷を負う。だが、最後の力で爆弾を解除し、ディクソンにグッツォへの遺言を託して息を引き取る。
マイク・ディックス・ディクソン
陸軍第29歩兵師団所属。階級は伍長。サンディエゴ出身。33歳。マッカリンとは数多くの戦場で共に戦い抜いた戦友。
怖いもの知らずで、どこでも寝ることができる。常に陽気さを崩さない。
マッカリンの死後、軍曹に昇進。シャンボワの戦いで、グッツォを救出した後に銃撃を受けて致命傷を負い、グッツォにマッカリンの遺言を伝えて息を引き取る。
サルバトーレ・グッツォ
陸軍第29歩兵師団所属。階級は上等兵。ボストン出身。28歳。通信兵。いかなる手段を用いても、どんな犠牲が出ても生き残ることを第一と常に考えている自己中心的な性格。
サンローの戦いで敵前逃亡しようとしてマッカリンに銃口を向けられたことで彼と不仲になる。また、それ以降は誰彼構わず悪態吐く言動をする。
シャンボワの戦いで、負傷して窮地に立たされたところをディクソンに救出されるが、ディクソンが致命傷を負い、最期にマッカリンの遺言を聞いて息絶えた後、部隊を指揮して最後まで戦う。
リーロイ・ハクスレー
陸軍第29歩兵師団所属。階級は二等兵。ルイジアナ州バトンルージュ出身。27歳。軍に入隊するまでは故郷で有名な盗人。ピッキングの技術は戦場でも生かされている。ニット帽を被っている。

#### イギリス軍
ドイル
イギリス軍側のプレイヤーキャラ。イギリス陸軍SAS所属。階級は軍曹。『CoD:UO』にもプレイヤーキャラとして登場している。
ジェラルド・イングラム
陸軍SAS所属。階級は少佐。イングランドサリー州出身。46歳。フランスの戦いまでに多くの部下を失っているが、決して感情は表に出さない。
ドイツ軍の燃料プラントの爆破作戦で、脱出に失敗して生死不明となるが、ドイツ軍の捕虜となって尋問を受けていた時にドイル達に救出される。
『CoD:UO』にも出演している。
ダンカン・キース
陸軍SAS所属。階級は伍長。スコットランドイースト・キルブライド出身。29歳。イギリス人と言われることを非常に嫌っており、フランス人との仲は常に悪く、「French（フランス野郎）」と呼んでいる。
イングラム少佐が行方不明になった際、頑なに生存を信じて救出作戦を強行し、無事に発見。

#### カナダ軍
コール
カナダ軍側のプレイヤーキャラ。カナダ陸軍高地連隊所属。
ジャンギイ・ロビショー
陸軍高地連隊所属。階級は中尉。モントリオール出身。42歳。常に戦場で目立つことを考えており、臆病者を嫌う。
ジョナサン・キャラード
陸軍高地連隊所属。階級は軍曹。トロント出身。37歳。常識と勇敢さ、そして、時には何も言わないことを持ち合わせた兵士。
サン・ランベール・シュル・ディヴでの戦いで、敵の弾薬庫に仕掛けた爆弾が不発になった際、ロビショーの制止を振り切って起爆に向かい、そのまま爆死する。
カイル・ピーターソン
陸軍高地連隊所属。階級は二等兵。トロント出身。27歳。元は犯罪者のようで、居場所はドイツ兵と戦いに明け暮れる戦場か、刑務所の中のどちらかと語っている。
レズリー・バロン
陸軍高地連隊所属。階級は二等兵。カルガリー出身。22歳。通信兵。父親は高名で、同じく高名のロビショーと共に戦うことを志して従軍しているが、戦場に流れる敵味方の膨大な血を見てからは逃げ腰になっている。
モンオルメルにいるポーランド軍に通信機を貸すために派遣されるが、興奮状態で身をさらしたことで撃たれて戦死する。

#### ポーランド軍
ボハター
ポーランド軍側のプレイヤーキャラ。第1騎甲師団所属。
スタニスラフ・ジャコヴィッツ
第1騎甲師団所属。階級は少佐。クラクフ出身。47歳。第一次世界大戦に従軍した古参兵。子持ち。
第一次世界大戦終戦後は機械工になったが、食べていけず軍に復帰した。
ヨアキム・ラジンスキー
第1機甲師団所属。階級は伍長。クラクフ出身。34歳。ラッキー・ルードの奇行と怪しい迷信が部隊内で広がってからは彼の判断は周りから一喜一憂されている。
その中でも彼が「死なない」と言えば必ずその通りになるという。
モンオルメルの戦いで、攻め寄せてくるドイツ軍を援軍のカナダ軍と勘違いしたことに気付いた瞬間に砲撃を浴びて戦死。
ルガシュ・コワルスキー
第1騎甲師団所属。階級は軍曹。ルブリン出身。31歳。「爆裂」の異名を持つ。彼の夢は、ギンガムチェックの服を着た女性と結婚し、ミネソタの農場で暮らすこと。
モンオルメルの戦いで、銃座に就いてドイツ軍を食い止めていたが、砲撃を受けて戦死。
マレク・ユーラン
第1騎甲師団所属。階級は軍曹。ワルシャワ出身。19歳。泣き虫であるが、底知れぬ元気さは戦場でも衰えない。
周りからは彼を守るべき者達の象徴としており、また、そのおかげで戦う目的がはっきりとし、部隊全体の忠義心も保たれている。

#### フランス
イザベル・デュフォンテーヌ
レジスタンス「マキ」所属。リヨン出身。26歳。開戦までは農家の素朴な女性であったが、現在は見る影もなくドイツ兵を巻き込んで大義に殉じる覚悟を持っている。
レゾルムでの最後の戦いで、現れたSDKFZ 222に近づいて爆弾を設置するが、離れる前に起爆して巻き込まれて死亡する。
ピエール・ラロッシュ
フランスSAS所属。マルセイユ出身。38歳。イザベルの持つ理想と似た理想を持っている。外見とは裏腹に馬鹿騒ぎをすることがある。英語が堪能で、通訳を担当している。
輸送機を撃墜されて不時着し、哨戒中のドイツ兵に殺されそうになったドイルを助ける。フランス人嫌いのキースとそりが合わず、ちゃっかりフランス語で悪口を言ったこともある。
マルセル・ルモンド
レジスタンス「マキ」所属。北フランス出身。推定35歳。ある日大量のドイツ軍の銃器を抱えてラロッシュの隠れ家にやってきた謎のフランス人。普段はフランス語で話すが、実は英語も話せる。

## マルチプレイ

### 展開

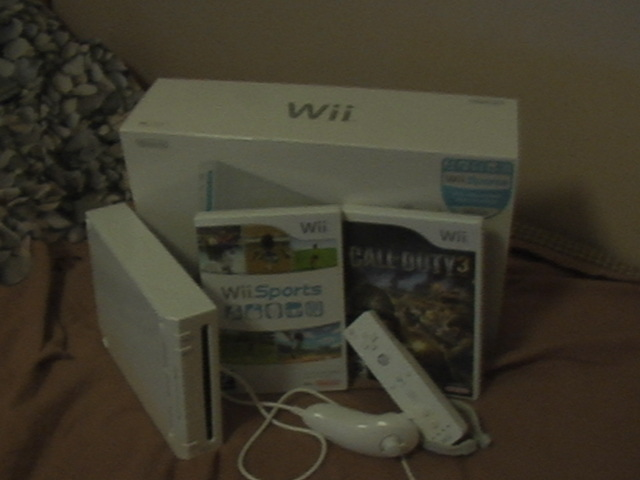
WiiとWii Sports。そして、日本未発売のWii版『CoD3』

このシリーズは、典型的なマルチプラットフォーム展開（供給するハードを絞らずにすべてのハードに供給する）が行われているシリーズである。しかし、主な供給先である家庭用ゲーム機が各社全く違う方向に進化してしまったために、今回の『CoD3』も各ハードごとの差別化が図られている。Xbox 360版のみオフラインで2-4人で対戦が可能。PS3版では6軸検知コントローラー使用可能、PS3の本体が特殊な仕様により最適化が上手くなされておらず、フレームレート（fps）が不安定である。更にPS3版は、コントローラーの振動やオンラインプレイにおけるボイスチャットに対応していない。Wii版は、画質こそXbox 360版やPS3版に譲るものの、Wiiリモコンを最大限に使った直感的で新鮮なゲームプレイを楽しむことができる。ただし、Wii版は日本では当初2007年春発売予定だったが、発売中止となった。
今作は、マルチプレイヤーが当時のようにシステムリンクの延長線でしかなかった最後の作品であり、4作目以降でマルチプレイは本格的なゲーム性が付与されていくことになった。ゲームのエディターはPS2基準のものが使用されているため、3Dグラフィック面以外ではPS2版の流用ゆえにテクスチャの解像度が悪い箇所が多い。

### モード
全てのモードがリスポーン制であり、何度も復活が可能である。
バトル（Battle）
チームを組まずにデスマッチをプレイするモード。アメリカ軍かドイツ軍のどちらかを選んでプレイヤーと対戦。
チームバトル（Team Battle）
それぞれアメリカ軍とドイツ軍に分かれて対戦をする。
ウォー（War）
それぞれの陣地を取り合い、対戦をする。マップによって陣地数は異なるが、広いマップでは5つあり、狭いマップならば2つか3つほど。
こういったシステムは、王道でもあるバトルフィールドシリーズと比較しやすいが、本作の場合は陣地を奪うのも順番があるため、両軍とも同じ拠点を防衛する側・攻撃する側と決まるわけではない。
しかし、どちらかの軍が防衛する側と攻撃する側と決まってはいないため、一つの陣地を巡って激しい銃撃戦となりやすくなっている。
陣地を打開するのも時間制限があるため、その間は敵に奪われないように守り抜く必要があり、全ての陣地を奪われると負けとなってしまう。
シングルキャプチャー・ザ・フラッグ（Single CTF）
それぞれアメリカ軍とドイツ軍に分かれてひとつのフラッグを奪い合う。
キャプチャー・ザ・フラッグ（CTF）
それぞれアメリカ軍とドイツ軍に分かれて相手チームのフラッグを奪い、自分の軍のフラッグがあるところまで持ち帰る。
ヘッドクオーターズ（Headquarters）
それぞれアメリカ軍とドイツ軍に分かれて軍の司令部を作り防衛、攻撃をする。

### クラス
ライフルマン（rifleman）
最もバランスの取れた兵士。連合軍はM1 Garand、ドイツ軍はKar98kを装備。
ライトアサルト（light assault）
移動速度が速い兵士。連合軍はThompson M1A1、ドイツ軍はMP40を装備。
ヘビーアサルト（heavy assault）
移動速度は遅いが攻撃力が強い兵士。連合軍はM1918A2 B.A.R.、ドイツ軍はMP44を装備。
メディック（medic）
衛生兵。重傷を負った兵士を回復できる。連合軍、ドイツ軍ともにWinchester M1897 Trench Gunを装備。
スカウト（scout）
狙撃兵。連合軍はSpringfield M1903A4、ドイツ軍はスコープ付きKar98kを装備。
サポート（support）
後方からのサポートに向いている兵士。連合軍はM1919A6 Browning、ドイツ軍はMG34を装備。
アンチアーマー（anti-armor）
唯一戦車、ジープを破壊できる兵士。連合軍はM9A1 Bazooka、ドイツ軍はPanzerschreckを装備。

## 反応

### 表彰

#### 2006年
- Spike Video Game Awards
  - ノミネート：「Best Shooter」、「Best Military Game」[13]

#### 2007年
- Interactive Achievement Awards
  - 受賞：「Outstanding Achievement in Sound Design」[14]
  - ノミネート：「Outstanding Achievement in Art Direction」、「Outstanding Achievement in Online Gameplay」、「Outstanding Achievement in Original Music Composition」、「Outstanding Achievement in Sound Design」、「Outstanding Achievement in Visual Engineering」[14]